# Gramschatz

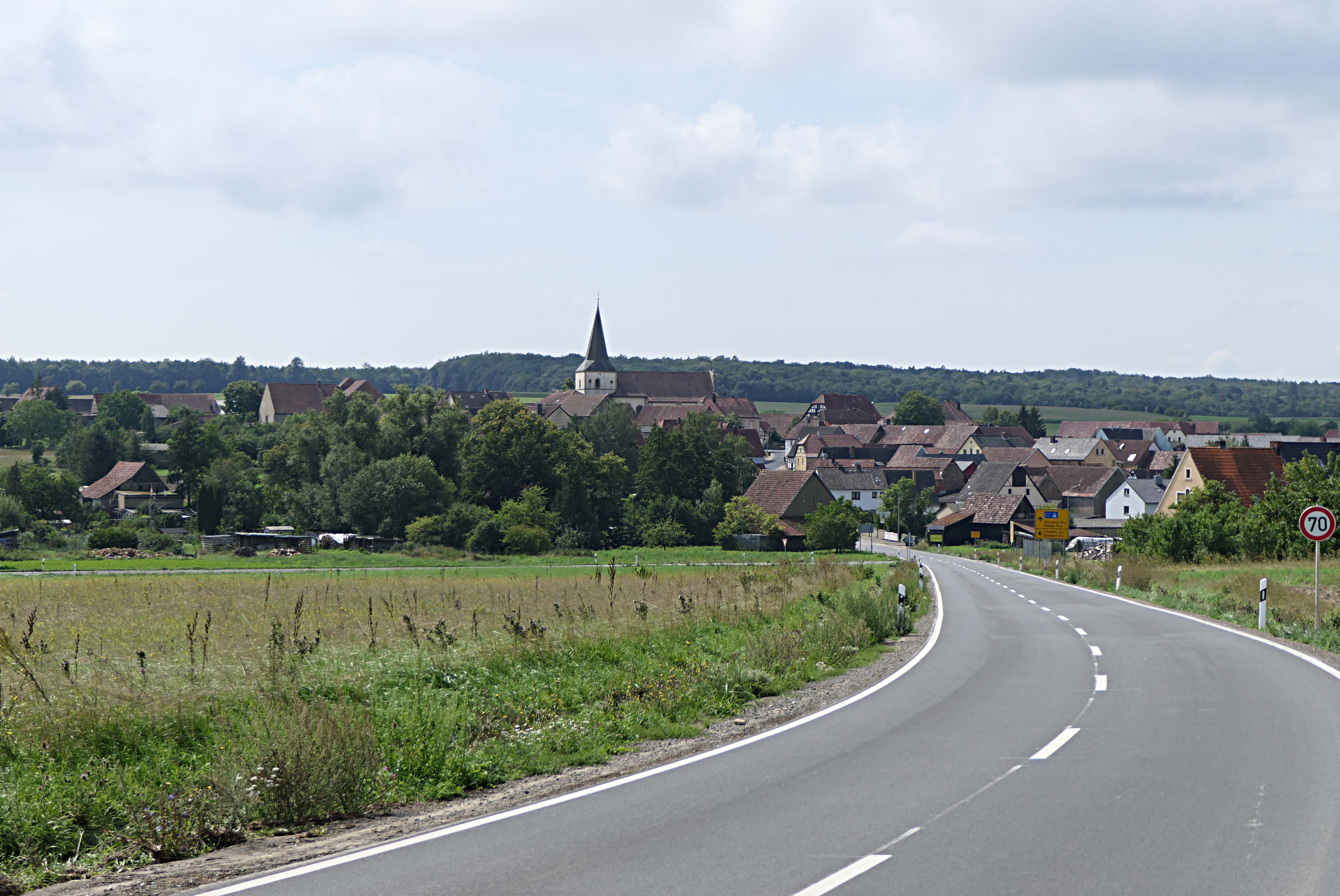
Gramschatz von Norden

Gramschatz ist ein Gemeindeteil des Marktes Rimpar im unterfränkischen Landkreis Würzburg in Bayern. Das Pfarrdorf liegt im Norden des nach ihm benannten Gramschatzer Walds.

## Geographie
Gramschatz liegt rund 20 Kilometer nördlich von Würzburg auf den Muschelkalkplatten des Maindreiecks. Die höchste Erhebung des Ortes liegt bei 348 m ü.NN. Seit der Gebietsreform 1973 gehört es zum Landkreis Würzburg (zuvor Landkreis Karlstadt) und seit der Gebietsreform in Bayern 1978 zum Markt Rimpar. Der Ort liegt heute nur etwa eineinhalb Kilometer von der Grenze zum Landkreis Main-Spessart entfernt. Gramschatz ist neben der Kirche für seinen steinernen Kreuzweg bekannt, der am Ortsrand beginnt und entlang einer Flurstraße die Via Dolorosa darstellt.
Die Nachbarortschaften sind Hausen bei Würzburg (4 km), Binsbach (4 km), Erbshausen-Sulzwiesen (5 km), Arnstein (6 km), Retzstadt (8 km), Güntersleben (8 km) und Rimpar (9 km).

## Geschichte
Die geschichtlichen Aufzeichnungen über Gramschatz sind lückenhaft. Bis Anfang des 16. Jahrhunderts ist fast gar nichts bekannt und auch später findet man nicht viel. Eine Ursache dafür kann die abgeschiedene, von einem Wald umschlossene Lage des Ortes sein. Eine Ortschronik gibt es erst seit 1871 mit mittlerweile fünf Urkunden (1871, 1927, 1946, 1959, 1985).
Die Gegend von Gramschatz war wahrscheinlich schon zur Zeit der Kelten bewohnt.
Die eigentlichen Gründer des Ortes waren die Hermunduren, die während der Völkerwanderung von den Waren verdrängt wurden. Nach 496 war die Gegend Frankengebiet.
Der Ort wurde am 20. Januar 772 als „Cramphesnesta“ (Bedeutung: krumme Schneise bzw. krummer Weg) erstmals in einer Schenkungsurkunde des Mönchs Alwalah an sein Kloster Fulda erwähnt.
Der Name entwickelte sich über Gramphisneit (1248), Cramseneite (1264), Krameneit, Cramsneit, Cramsneyt (1330–1466), Kramschneit (1350), Cramschnitt (1559) zu Gramschatz (1661, 1697).
Im Jahr 1400 fand am Cyriakustag (8. August) in Bergtheim eine Schlacht statt, bei der auch Gramschatz durch die Reiter des Fürstbischofs behelligt wurde.
1524/25 beteiligten sich die Gramschatzer Bauern am Bauernkrieg und verbündeten sich mit den Arnsteiner Mitstreitern.
Aus dem Jahr 1595 wird von einer großen Überschwemmung berichtet, ausgelöst von langanhaltendem Regen.
Das größte Unglück seiner Geschichte brach im 17. Jahrhundert über Gramschatz herein. 1611 brach die Pest aus und raffte 112 Menschen dahin. In den nächsten Jahrzehnten (1618–1648) wütete auch der Dreißigjährige Krieg in Gramschatz. Am Ende des Krieges war das Dorf so sehr zerstört, dass es nahezu ausgelöscht war. Nur acht Einwohner überlebten 1648 diesen Krieg.
Gramschatz wurde 1697 eine eigene Pfarrei. Zuvor war es eine Filiale von Retzstadt. In der alten Kirche befand sich ein Riemenschneider-Gnadenaltar von 1510, der 1863 an das Welfenmuseum in Hannover verkauft wurde.
1731 wurde mit dem Bau der heutigen Pfarrkirche begonnen. Die Barock-/Rokokokirche gilt als die schönste Kirche zwischen Würzburg und dem Kreuzberg. In ihr befinden sich Werke der Hofbildhauer Johann Wolfgang von der Auvera und Peter Wagner und Gemälde des Tiepologehilfen Andreas Urlaub.
Erwähnenswert und für die weitere Entwicklung des Ortes bedeutsam ist der Bau der Würzburger Straße 1836/37.
1865 und 1870 brach das Scharlachfieber aus, gegen das es damals kaum Heilungsmittel gab. 1870 starben 12 Kinder an dieser Krankheit.
Im selben Zeitraum beschäftigte man sich mit der Planung und Durchführung einer Verbindungsstraße nach Binsbach. 1910 wurde die erste Wasserleitung gebaut.
Elektrischen Strom gibt es in Gramschatz seit 1925. 1954/57 wurde die Flurbereinigung durchgeführt.
1959 gab es im Ort 35 Traktoren, 10 Personenwagen, 9 Motorroller, 24 Mopeds, 26 Getreideselbstbinder, 5 Anbau-Sä-Hack- und Pflegemaschinen, 4 Motor-Sä-Hack- und Pflegemaschinen, 4 Dungauflader, 2 Vollerntemaschinen für Zuckerrüben und einen Einmanndrescher. Am 1. Mai 1978 wurde die etwa 888 Hektar große Gemeinde Gramschatz, die nur den Ort Gramschatz hatte, in den Markt Rimpar eingemeindet und zeitgleich auch die Gemeinde Maidbronn.

## Bevölkerung
1955 zählte Gramschatz 470 Einwohner. Im Jahre 1960 lebten ebenfalls 470 Menschen in Gramschatz. 1970 waren es dann aber bereits 547.

## Verkehr
Gramschatz liegt nahe der Bundesautobahn 7 mit der Anschlussstelle Gramschatzer Wald in ca. 4 Kilometer Entfernung. Dort befindet sich ein Autohof gleichen Namens.  Durch den Ort führt die Staatsstraße 2294, die im Süden nach Würzburg und im Norden nach Arnstein führt.
An den öffentlichen Nahverkehr ist Gramschatz über die Buslinien 8114 (Würzburg-Arnstein) und 45 (Würzburg-Rimpar-Gramschatz) angebunden. Die nächste Bahnstation ist in Bergtheim an der Strecke Bamberg–Würzburg.